# Tour Gan
Tour Gan även känd under namnet Tour CB21 är en skyskrapa i La Défense utanför Paris, Frankrike, belägen i kommunen Courbevoie. Skyskrapan uppfördes 1972–1974 och är 179 meter och 44 våningar hög. 